# Repliche della statua della Libertà
La statua della Libertà è probabilmente il monumento più famoso della città di New York e di tutti gli Stati Uniti d'America. Inoltre, il suo carattere universale di allegoria della libertà le ha conferito notorietà a livello mondiale. Per questo numerose repliche del monumento, più o meno grandi, sono state realizzate dalla sua inaugurazione nel 1886.
A causa del suo status di monumento universale, la statua della Libertà è stata riprodotta a grandezze diverse in numerose parti del globo. Queste riproduzioni vanno dalle semplici miniature souvenir che si trovano nei negozi del museo della struttura, alle riproduzioni in grande scala che risiedono all'ingresso di alcune città, perché legate in qualche modo alla storia del monumento o di qualcuno dei suoi creatori, oppure semplicemente perché la statua costituisce uno dei principali simboli della libertà nel mondo.
Le prime riproduzioni della statua, realizzate dall'impresa Gaget Gautier (da cui il sostantivo gadget in inglese) sono state commercializzate e distribuite alle numerose personalità presenti alla cerimonia di inaugurazione il 28 ottobre 1886. Queste prime riproduzioni furono così i modelli per le diverse repliche costruite successivamente. La maggior parte di esse oggi si trova in Francia e negli Stati Uniti, sebbene se ne trovino anche in numerosi altri Paesi, tra cui l'Austria, la Germania, l'Italia, il Giappone, la Cina, e anche il Vietnam, anticamente colonia francese.

## Francia

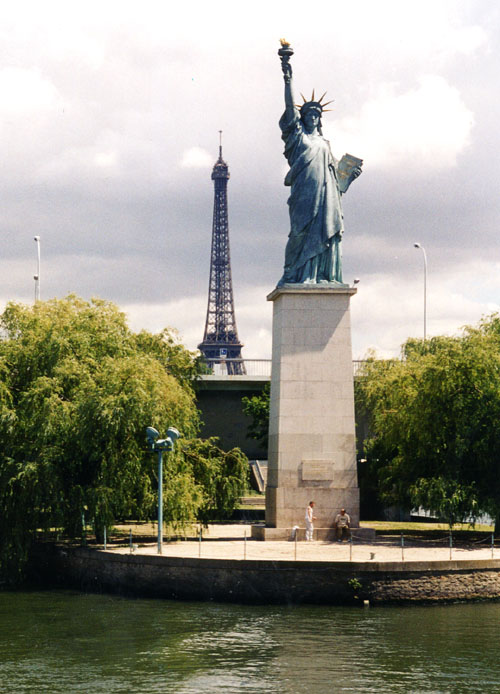
Statua della Libertà sulle rive della Senna, a Parigi. Donata alla città nel 1889, è rivolta ad ovest, verso l'originale nel porto di New York.

Cinque riproduzioni della statua della Libertà sono presenti nella sola Parigi. Una si trova nei giardini del Lussemburgo; un'altra, più grande (11,50 metri), è vicino al pont de Grenelle sull'Allée des Cygnes, un'isola sulla Senna, nelle vicinanze del vecchio laboratorio di Bartholdi. Donata alla città il 15 novembre 1889, guarda verso l'oceano Atlantico, verso la sua "sorella maggiore" nel porto di New York, eretta tre anni prima.
Una copia a grandezza naturale della torcia si trova vicino agli Champs Elysées, e fu donata alla città per le celebrazioni del Centenario dell'inaugurazione della statua. La torcia si trova all'ingresso del tunnel de l’Alma, il tristemente noto tunnel automobilistico dove la notte del 31 agosto 1997 avvenne il tragico incidente in cui persero la vita la principessa Diana Spencer, il suo compagno Dodi Al-Fayed e l'autista Henri Paul. Dato che l'accesso al tunnel è vietato ai pedoni, la torcia divenne un monumento commemorativo "non ufficiale" della principessa.
Un'altra riproduzione, alta 2,5 metri, è sita a Bordeaux. Una prima replica fu abbattuta e fusa dai nazisti durante la seconda guerra mondiale. Fu rimpiazzata nel 2000, e vi fu apposta una targa commemorativa delle vittime degli attentati dell'11 settembre 2001.
Esiste un'altra riproduzione nel nord-ovest della Francia, nella cittadina di Barentin, vicino a Rouen, nella Senna Marittima. Costruita in poliestere, alta 13,5 m e dal peso di 3 tonnellate, fu realizzata per un film francese del 1965, Le Cerveau (Il cervello), diretto da Gérard Oury e interpretato da Jean-Paul Belmondo e Bourvil. Dopo aver soggiornato nei locali della dogana di Saint-Maurice, non essendo stata sdoganata, la statua avrebbe dovuto essere distrutta. È stato grazie all'azione di Belmondo, del sindaco di Barentin all'epoca, e di Gérard Oury che questa statua fu conservata. Sistemata il 21 agosto 1969 su una piazza, fu spostata sulla piattaforma di Mesnil-Roux, dominando così la nuova estensione della città; dal 2 aprile 1990 si trova al centro di una rotonda.
Un'altra replica, dorata, si trova nel centro della città di Saint-Cyr-sur-Mer vicino a Marsiglia.
Una replica alta 12 metri a Colmar, la città natale di Frédéric-Auguste Bartholdi, fu inaugurata il 4 luglio 2004 per commemorare il centesimo anniversario della sua morte. Essa è situata all'ingresso nord della città. Il Museo Bartholdi di Colmar contiene numerosi modelli di varie dimensioni costruiti da Bartholdi durante la progettazione della statua.
Una lista non esaustiva, dato che non tutte sono note, delle diverse riproduzioni di Lady Liberty in Francia:
- Una si trova in piazza della libertà a Poitiers; fu inaugurata il 14 luglio 1903, in onore del generale Berton.
- Un'altra è situata nella piazza principale di Roybon, nell'Isère.
- Una piccola replica si trova a Lunel; fu fusa in ragione dello "sforzo bellico" durante la Seconda guerra mondiale, ma fu rimpiazzata negli anni novanta.

Altre riproduzioni conosciute:
- A Saint-Étienne dal 1915
- A Cambrin nel Pas-de-Calais
- A Châteauneuf-la-Forêt nell'Alta Vienne
- A Angoulême in Charente
- A Bordeaux nella Gironda
- A Plaintel nel Côtes-d'Armor
- A Soulac-sur-Mer nella Gironda
- A Gourin nel Morbihan
- A Ploeren nel Morbihan, simbolo della compagnia Seagull, leader mondiale nella fabbricazione di imbarcazioni per il Land sailing
- A Saint-Affrique nell'Aveyron.

## Stati Uniti

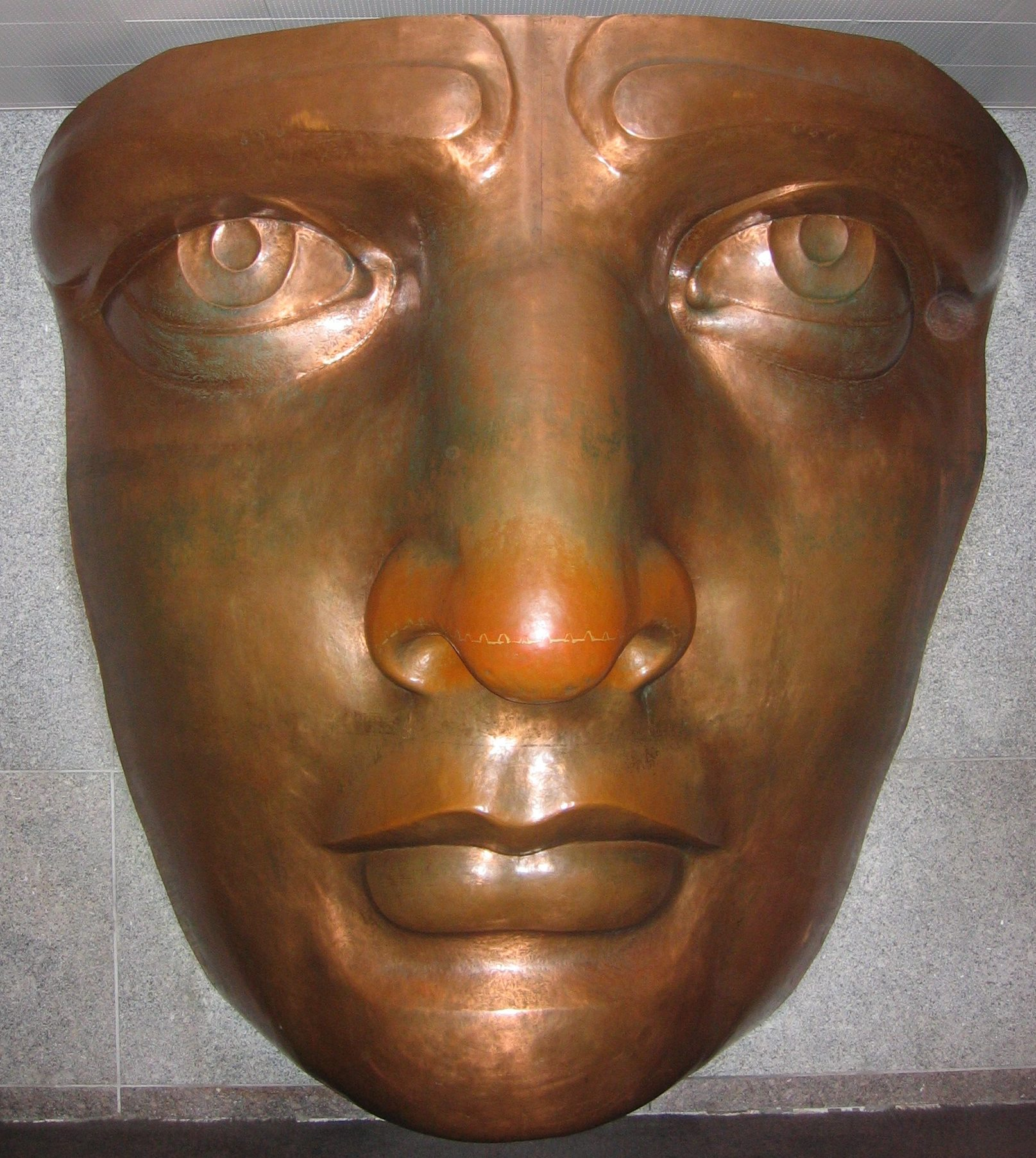
Replica a grandezza naturale del volto della statua.

Dal 1902 al 2002, una replica alta 11 metri fu posizionata sul tetto della Liberty Warehouse. Nel febbraio del 2002, la statua fu rimossa dai proprietari dell'edificio per permettere l'espansione di quest'ultimo. Fu donata al Brooklyn Museum of Art, dove venne posizionata nel giardino delle sculture nell'ottobre 2005, in onore dei poliziotti, pompieri e altro personale di emergenza uccisi negli attacchi dell'11 settembre.
Una scultura in bronzo della statua è in esposizione al Metropolitan Museum of Art di New York.
Duluth, nel Minnesota, ne possiede una piccola copia sul lato ovest del Duluth Entertainment Convention Center, in mezzo ad una radura circondata da alberi di pino, dove può passare inosservata. Fu donata alla città da alcuni discendenti di Bartholdi ivi residenti.
Tra il 1949 e il 1951, circa 200 repliche alte 2,5 metri in rame furono comprate dall'associazione dei Boy Scouts of America e donate a varie città degli USA. Queste statue, prodotte in massa, non sono particolarmente accurate (uno dei loro conservatori notò che "il volto non è maturo come quello della vera statua. È più rotondo, e più come quello di una ragazzina"), ma esse sono egualmente benvolute, in special modo a seguito degli attacchi dell'11 settembre. Molte di queste sono state perse o sono andate distrutte, ma coloro che si occupano della loro conservazione ne hanno contate circa un centinaio, e un reparto dei BSA del Wyoming ha collezionato fotografie di più di 90 di queste repliche.
Una replica in scala 1:2 è ubicata al New York-New York Hotel & Casino di Las Vegas, Nevada.
La città di Sioux Falls, nel Sud Dakota, ha eretto una riproduzione in bronzo alta 2,7 metri nel parco di McKennan come rimpiazzo di una precedente replica in legno scomparsa da lungo tempo
Una piccola riproduzione si trova a Mountain Brook, un sobborgo di Birmingham, Alabama.
Due repliche di 12 metri sono situate in cima al Liberty Building di Buffalo, New York, circa 108 metri sopra il livello della strada.
Una riproduzione di 7,6 metri giace su una banchina di un ponte della ferrovia nei dintorni di Dauphin, sul fiume Susquehanna a Harrisburg, in Pennsylvania. Fu costruita da un attivista del luogo, Gene Stilp, il 2 luglio 1986; era fatta di tende veneziane ed era alta 5,5 metri. Sei anni più tardi, dopo essere stata distrutta da una tempesta, fu ricostruita dallo stesso Stilp con l'aiuto di altri concittadini, in legno, metallo, vetro e fibra di vetro, della grandezza attuale.
La LEGO ha commercializzato una riproduzione costituita da 2882 mattoncini, alta quasi un metro. Il prodotto ha riscosso un grande successo presso gli appassionati di Lego: dopo essere uscita di produzione, a causa delle pressanti richieste della clientela la confezione è stata rimessa in vendita. Una riproduzione molto più grande costruita interamente in Lego è visibile presso il parco Legoland di Billund, in Danimarca. Una versione più piccola di quest'ultimo è esposta nel parco Legoland in California.
Una riproduzione alta 7,5 metri della statua, che innalza una croce cristiana e regge i Dieci comandamenti, chiamata la "statua della liberazione attraverso Cristo", è stata costruita da una chiesa di predominanza afroamericana a Memphis, nel Tennessee, il 4 luglio 2006.
Una piccola riproduzione si trova nel palazzo del governo della contea di Cherokee, a Tahlequah, nell'Oklahoma, un regalo della sezione locale dei Boy scout nel 1950.
Anche Fargo, città più popolosa del Dakota del Nord, possiede una replica della statua, all'ingresso del ponte della Main Avenue.
Un'altra replica si trova nel palazzo del Governo del Kansas, a Topeka.

## Resto del mondo
Dal 1887 al 1945, una copia della statua fu esposta ad Hanoi. Alta 2,75 metri, fu eretta dal governo coloniale francese dopo essere stata spedita dalla Francia per un'esposizione. Era conosciuta presso la popolazione locale, ignara della sua storia, come Tượng Bà đầm xòe (La statua della signora col vestito aperto). Quando i francesi persero il controllo dell'Indocina durante la seconda guerra mondiale, la statua fu rovesciata il 1º agosto 1945, poiché, insieme con altre statue erette dai francesi, venne considerata un retaggio del governo coloniale.
Durante la Protesta di piazza Tiananmen del 1989, gli studenti cinesi che manifestavano a Pechino costruirono una raffigurazione alta 10 metri chiamata la Dea della Democrazia; lo scultore Tsao Tsing-yuan disse di averla creata intenzionalmente dissimile dalla statua della Libertà per evitare che fosse "troppo apertamente filo-americana".
Nel 1897 una replica di 123 centimetri in ferro e bronzo fu eretta a Cenicero, in Spagna, per onorare i combattenti locali della Prima guerra carlista. Fu rimossa nel 1936 durante la dittatura di Francisco Franco, riposizionata nel 1976 e spostata in interni nel 1997 a causa del progressivo deterioramento. Al suo posto è stata piazzata una nuova statua in bronzo.

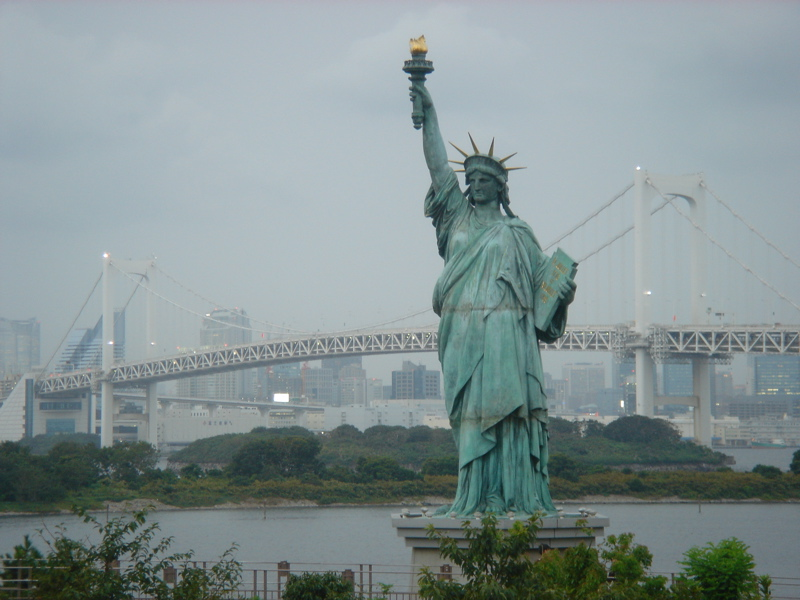
Replica della statua della Libertà al parco marino di Odaiba, che domina il Rainbow Bridge nella baia di Tokyo

In Giappone, la statua della Libertà arrivò al parco marino di Odaiba, sull'omonima isola artificiale di Tokyo, da aprile 1998 a maggio del 1999, dono della Francia, per celebrare le proficue relazioni commerciali fra i due Paesi. A causa della sua popolarità, nel 2000 una replica fu eretta nello stesso luogo. In Giappone è presente anche un'altra piccola riproduzione, nell'Amerikamura , quartiere dello shopping di Osaka.
Una replica più piccola si trova nel villaggio norvegese di Visnes, creata col rame estratto dalla miniera locale.

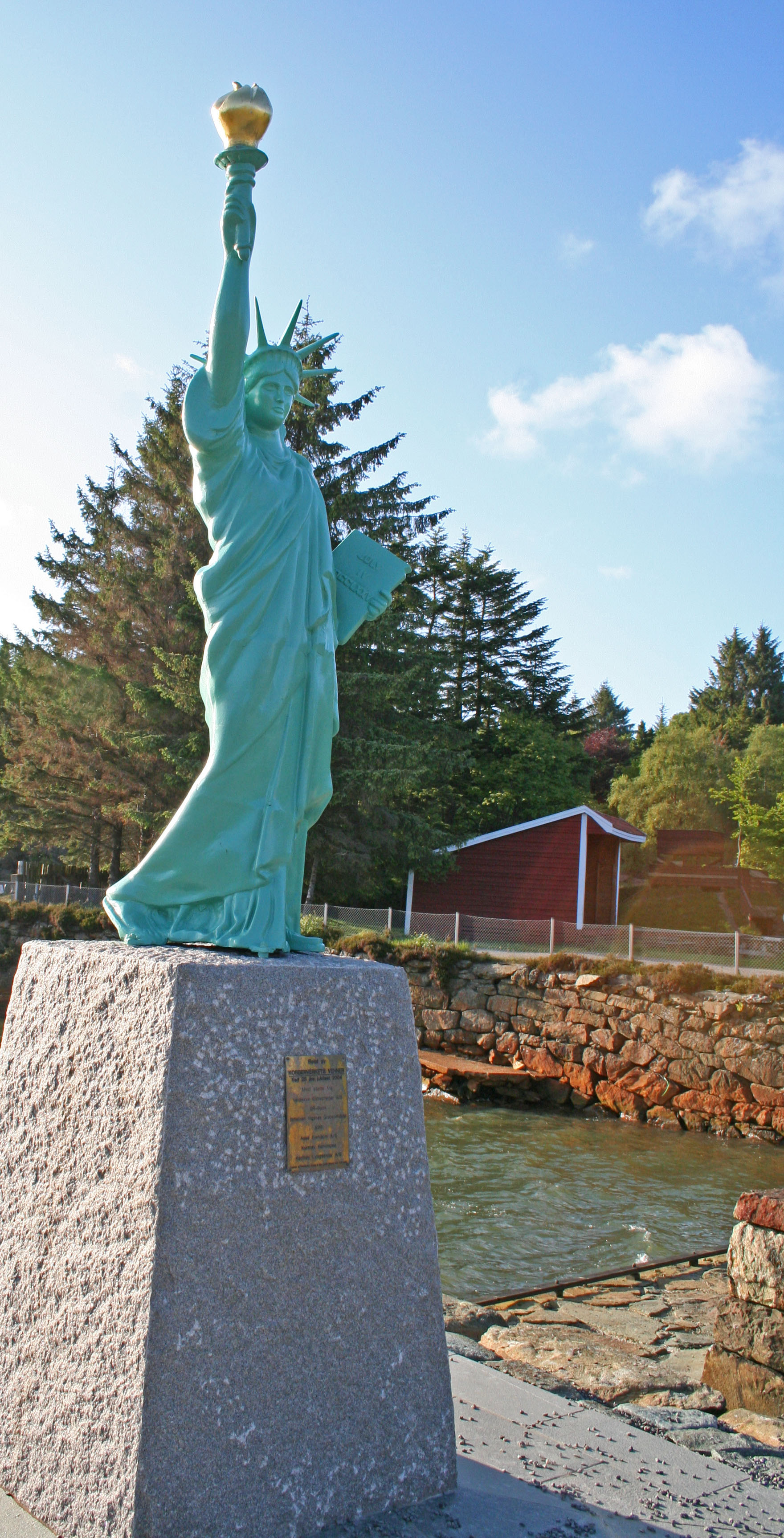
Replica in scala ridotta, esposta alla miniera di rame di Visnes, Karmøy, in Norvegia.

Una riproduzione si erge sul tetto dell'hotel Victory a Priština, nel Kosovo.
Nel parco di divertimento Minimundus, vicino al Wörthersee, in Carinzia (Austria), si trova un'altra replica della statua.
Ne esiste anche una piccola replica situata nella base della RAF di Lakenheath, costruita col rame avanzato dall'originale.
Una copia alta 35 metri è nel parco a tema tedesco Heide Park a Soltau, in un lago solcato da riproduzioni delle navi a vapore del Mississippi. Pesa 28 tonnellate, è costituita da poliuretano su uno scheletro d'acciaio con rivestimento in poliestere; fu progettata dall'artista olandese Gerla Spee.
All'ingresso della località spagnola di Cadaqués ne esiste una copia che ha la particolarità di avere due braccia sollevate entrambe con la torcia.